# Économie réelle
L'économie réelle désigne l'ensemble des activités économiques matérielles ou immatérielles produites par des agents économiques en-dehors des marchés financiers. Les services non marchands font partie de l'économie réelle. L'expression est utilisée pour désigner une séparation entre les marchés financiers et l'activité locale, ouverte à tous les agents économiques communs.

## Concept
Le concept d'économie réelle est utile dans les réflexions relatives aux interrelations et boucles de rétroaction dans l'économie. Les études liées à la dépendance de l'économie réelle à l'économie financière et vice versa recourent au terme. Il est ainsi le plus couramment utilisé dans le contexte de l'analyse de crises économiques ou financière.
L'expression a une valeur métaphorique car elle est calquée sur les expressions qui opposent la vraie vie, le vrai monde (real-world) à un monde et une économie qui deviendraient virtuels ; elle fait appel à l'opposition réalité/virtualité. Ainsi l'« économie réelle » serait du côté des prix d'actifs fixés sur la base de coûts et de productions réels et d'un travail réel, par opposition à des prix fixés par des motivations spéculatives et certains jeux des acteurs bancaires quand ils s'éloignent trop du réel,,.
De la même manière, cette notion d'« économie réelle » n'implique pas une dichotomisation stricte, aux limites précises, entre deux formes distinctes de l'économie.
Elle sous-entend ou évoque cependant clairement l'existence d'une tendance à l'éloignement d'une économie encore concrète, logique et réelle, accessible et compréhensible aux citoyens, et un système de financiarisation globale de l'économie ou une économie de la théorie financière, éventuellement économiquement « toxique » qui conduirait aux Krachs et à la crise de 2008. T Dallery voit un « divorce rentabilité/croissance » et une tendance pour le capitalisme à s'extraire petit à petit de l'économie réelle, qui peut être source d'instabilité et de conflits .
Prise au pied de la lettre, cette expression sous-entendrait que les échanges boursiers ou les opérations financières seraient virtuels, ce qui pourrait signifier qu'elles n'apporteraient rien à l'économie. Or pour ceux qui considèrent que le PIB est un indicateur de l'économie réelle, la finance contribue pour 6 à 7 % du produit intérieur brut des États-Unis. Cette distinction est pour certains détracteurs à mettre sur le compte d'un « biais industrialiste » : la plupart des gens admettent difficilement que le secteur tertiaire produit bien de la richesse. On peut aussi souligner que cette expression signifie surtout « ce dont les gens se rendent compte que ça les concerne ».
Dans ce contexte, l'opposé de l'« économie réelle » n'est pas l'« économie virtuelle » mais la sphère financière dans ce qu'elle a de spéculatif, et l'explosion des bulles spéculatives ou le retour cyclique à une stagnation seraient un retour cyclique à l’« économie réelle », certains économistes allant jusqu'à l'opposer à une « économie fictive », due à l'inclusion des services dans le PIB avant la création du CAC 40.
D'autres comme J Bauvert (2006) s'intéressent aussi au lien entre « Économie réelle » et monnaie et « économie monétaire ». La modélisation des interactions entre l'économie réelle et son pendant virtuel est un champ d'étude exploré par exemple par Bhaduri & al., de même pour les effets des crises de confiance et de la contagion propres aux crises financières sur l'économie réelle,.
Certains auteurs utilisent aussi l'expression « économie réelle » pour mettre en exergue une partie de l'économie habituellement cachée (de l'économie informelle et souterraine à l'économie de la drogue et d'autres trafics) ou pour l'opposer à une économie perçue ou ressentie  par le grand public ou les électeurs.

## Histoire
Au départ, il y avait une seule économie et on n'affectait pas le mot économie pour parler de stratégie politique. Ce sera Friedrich List qui, sans doute, commencera à employer cette notion stratégique de l'économie, mot venant de l'économie du travail de Leibniz.

### Économie de travail
Après l'invention de l'imprimerie de Gutenberg, ce sera un dialogue entre Denis Papin et Leibniz qui influencera la révolution industrielle du XIXe siècle par l'économie de travail permise par la machine à vapeur qu'a inventée Denis Papin. Leibniz s'emploiera alors à devenir le premier économiste au début du XVIIIe siècle.

### Économie
C'est Adam Smith qui créera l'économie monétaire au XVIIIe siècle avec pour objectif de remplacer l'économie du travail de Leibniz par la main invisible. L'économie de Friedrich List suivi par Henry Charles Carey se fera plus connaître cependant au milieu du XIXe siècle avec le Système national d'économie politique puis le premier tome des Principes de la science sociale. L'économie réelle est donc née au XIXe siècle sans que le mot réel lui soit affecté. On était en train de définir l'économie et le mot travail comme un changement d'état dû à l'énergie selon les égyptiens. Henry Charles Carey définira la richesse,, le capital,, l'appropriation,, le commerce et le trafic qui sont liés dans le premier tome des principes de la science sociale. Les écoles d'Henry Charles Carey dureront jusqu'à Franklin Delano Roosevelt par Simon Patten.

### Deux économies
L'économie monétaire ou le libre échange ont des lacunes. Mais ils sont appris à l'école. Lyndon Larouche emploiera ainsi, sans avoir été éduqué à l'économie monétaire, des ingénieurs à élaborer des projets de développement qui peuvent être considérés comme pharaoniques.

## Débats et critiques
L'expression d'économie réelle a fait l'objet d'interprétations et de débats à travers les décennies. Carolyn Nordstrom évoque « l'économie réelle » pour la définir comme « celle qui ne correspond pas aux manuels » ; cette critique vise les manuels d'économie, ici considérés comme trop abstraits et privilégiant l'utilisation de mathématiques en économie sur l'étude des faits réels.
Janet MacGaffey, elle, parle d'une « second economy » et d'« économie réelle ». Jane Guyer utilise le terme d'« économie populaire », qui permet d'éclairer la proximité de l'économie dite réelle par rapport à l'économie financière, souvent considérée comme lointaine et déconnectée de l'économie de l'« ici-bas ».